# Roberta/Nustalgia
Roberta/Nustalgia è un singolo di Peppino di Capri pubblicato nel 1963 dalla Carisch.

## Descrizione
Roberta è uno dei brani più famosi in assoluto del cantante caprese, dedicato alla sua prima moglie, la modella Roberta Stoppa. Inizialmente intitolata Lo sai, la canzone prende il titolo successivo da un'idea dello stesso cantante, che decide di dedicarla alla consorte, inserendo il suo nome all'interno dei versi. Il brano viene eseguito ancora oggi da Di Capri, e negli anni a venire è stato più volte re-inciso. In questa versione il cantante è accompagnato dall'orchestra di Gino Mazzocchi, direttore artistico della Carisch, l'etichetta discografica del cantante.
Nel 1962 incide una cover del brano Roby Valente e gli Enigmisti (Nuova Enigmistica Tascabile, N. 447).
Il gruppo spagnolo Los Catinos ne incide una cover inserita nella raccolta del 1998 Los grandes éxitos de... Los Catinos (Divucsa, 32-578).
Il brano sul lato B Nustalgia, è una bossanova in napoletano che riprende fedelmente, per quanto concerne la melodia, il tema principale de Il lago dei cigni di Pëtr Il'ič Čajkovskij, per quanto il nome del compositore non sia menzionato tra gli autori. Il brano è inserito nell'album del 1963 Peppino di Capri e i suoi Rockers, pubblicato in Brasile (Odeon, MOFB 244).

## Tracce
Lato A
1. Roberta (testo: Paolo Lepore – musica: Luigi Naddeo)

Lato B
1. Nustalgia (testo: Giuseppe Faiella, Mario Cenci – musica: Gino Mazzocchi)